# Trilok Gurtu
Trilok Gurtu (Bombai, 1951) és un percussionista hindú que, a més de fer carrera en solitari, ha col·laborat amb altres músics com John McLaughlin, Joe Zawinul, Jan Garbarek, Bill Evans, Pharoah Sanders o Dave Holland.
Nascut en una família de músics, net d'un sitariste reputat i fill de la cantant Shoba Gurtu, Trilok manifestà l'afició a la percussió als sis anys i son pare aconsellà que participara en les actuacions de sa mare:
junt amb ella col·laborà en el disc Apo-Calypso del grup de fusió alemany Embryo; durant la dècada de 1970, Trilok acompanyà músics com Don Cherry, Charlie Mariano, John Tchicai o Terje Rypdal; en la dècada de 1980 formà part de The Mahavishnu Orchestra i, en acabant, de John McLaughlin Trio, amb els quals telonejà a Miles Davis per Califòrnia i el donà a conéixer en l'escena jazzística occidental; d'eixa època és el seu primer disc en solitari, Usfret (1988) —en el qual també canta sa mare—, reivindicat com a influència per Talvin Singh, Asian Dub Foundation o Nitin Sawhney.
El 1993 Trilok feu una gira del seu disc The Crazy Saints en trio amb Joe Zawinul i Pat Metheny; l'any següent tornaren com a quartet per a una altra gira de costa a costa dels Estats Units d'Amèrica i més de quaranta concerts per Europa: el públic es quedà meravellat no només de la serietat de la seua interpretació, sinó de la vis còmica de Gurtu durant les presentacions.
Trilok Gurtu toca més de trenta instruments diferents i utilitza la percussió amb aigua en les seues composicions.
Durant la seua formació, Trilok usà una bateria convencional, però en aplegar als Estats Units d'Amèrica decidí configurar-la per a tocar-la assegut en terra, com el tabla; de fet, no li afegí bombo tocat amb el peu fins 2016, per una operació del menisc que l'obligà a tocar assentat en banqueta.
El 2011 obrí el Mercat de Música Viva de Vic amb l'espectacle de fusió musical Transversal, acompanyat per Pedro Javier González i Raul Rodríguez.